# Europeiska unionens förbindelser med internationella organisationer och tredjeländer
Europeiska unionens förbindelser med internationella organisationer och tredjeländer består av unionens relationer med stater och internationella organisationer. De utgör en del av unionens yttre åtgärder. Unionen representeras av Europeiska unionens höga representant för utrikes frågor och säkerhetspolitik samt av sina ambassadörer runt om i världen.